# Kruidenmollisia
De kruidenmollisia (Mollisia escharodes, synoniem: Pyrenopeziza escharode) is een schimmel behorend tot de familie Mollisiaceae. Hij leeft op kruidachtige stengels. Hij is bekend van braam (Rubus).

## Verspreiding
In Nederland komt de kruidenmollisia zeldzaam voor. 